# Loxosomatoides athleticus
Loxosomatoides athleticus är en bägardjursart som först beskrevs av Annandale 1916.  Loxosomatoides athleticus ingår i släktet Loxosomatoides och familjen Pedicellinidae. Inga underarter finns listade i Catalogue of Life.